# Didymocarpus stenanthos
Didymocarpus stenanthos är en tvåhjärtbladig växtart som beskrevs av Charles Baron Clarke. Didymocarpus stenanthos ingår i släktet Didymocarpus och familjen Gesneriaceae.

## Underarter
Arten delas in i följande underarter:
- D. s. pilosellus
- D. s. stenanthos